# Mojo Blues Band
Die Mojo Blues Band ist eine österreichische Blues-Band rund um Erik Trauner, die sich seit 1977 in wechselnder Besetzung dem Chicago Blues verschrieben hat. Zu den Vorbildern zählen Muddy Waters, Jimmy Reed, Sonny Boy Williamson oder T-Bone Walker. Die Mojo Blues Band ist aber stets bemüht, eine eigene musikalische Handschrift zu entwickeln und beizubehalten. Die Band war auch in den Hitparaden erfolgreich, so zum Beispiel mit dem Nummer-eins-Hit "Rosa Lee".

## Mojo
Der Name der Band kommt vom Begriff Mojo, das eine Art Talisman in der Voodoo Zauberei beschreibt. Dieses Wort wird im Blues und Rock ’n’ Roll sehr häufig verwendet und wurde so weltweit verbreitet. Erik Trauner zitiert unter anderem Muddy Waters: I've got my Mojo working, but it just don't work on you.

## Geschichte
1976 begann Erik Trauner mit dem Pianisten Joachim Palden mit Auftritten in Wiener Clubs. 1977 erfolgte der erste Auftritt als Mojo Blues Band im Wiener Jazzland. Im gleichen Jahr gewannen sie bei einem Boogie-Woogie-Contest in Zürich einen Plattenvertrag und kamen so zu ihrer ersten Studioaufnahme.
Als damals einzige Bluesband in Wien wurden sie immer wieder als Begleitband für US-Künstler verpflichtet, die in Österreich auf Tour waren, und kamen so in Kontakt zu denjenigen, die diese Musik geschaffen hatten. Im Wiener Jazzland trat die Band in den letzten Jahrzehnten mit den legendären US-Musikern Johnny Shines, J. B. Hutto, Charlie Musselwhite, Louisiana Red, Sunnyland Slim, Champion Jack Dupree, Homesick James, David Honeyboy Edwards, Leon Thomas, Katie Webster, Hal Singer, Jan Harrington und Eddie Clearwater auf. Die häufige Zusammenarbeit mit dem Hamburger Boogie-Woogie-Spezialisten Axel Zwingenberger ist auf einigen CDs dokumentiert.

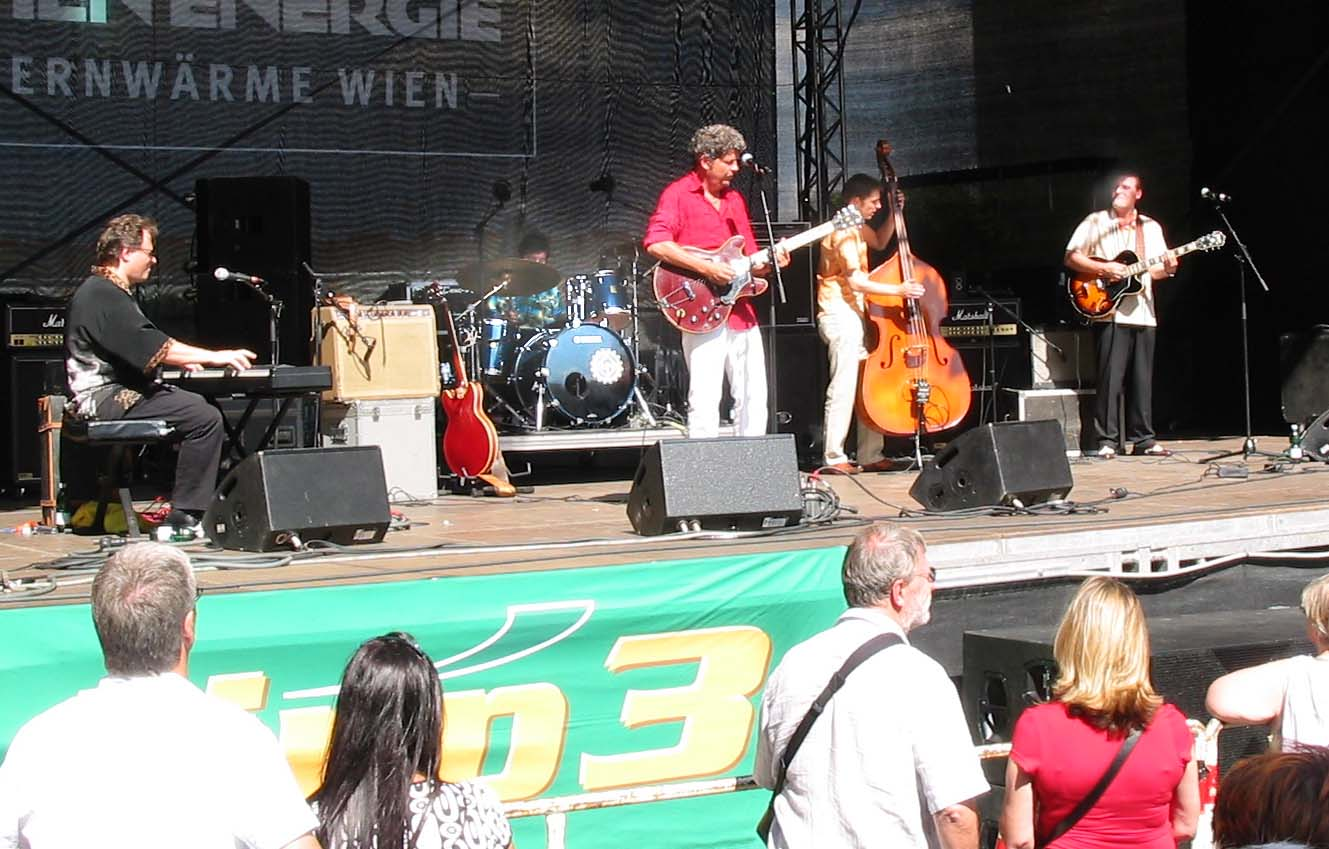
Die Mojo Blues Band open air, Wiener Jazzfest 2007

1980 stieß die später als Popsängerin erfolgreiche Dana Gillespie zur Mojo Blues Band, die sich damals stilistisch in Richtung R&B und Rock ’n’ Roll bewegte. Anfang der 90er wurde Alligator Walk (zur späteren Überraschung für die Band) zu einem der beliebtesten Songs der US-Shag-Szene, was 1998 zu einer erfolgreichen Tournee durch North- und South Carolina führte.
1989 unternahmen die Bandmitglieder einen "Betriebsausflug" nach Chicago. Dort spielten sie mit verschiedenen Musikern und brachten Material aus einer 16-stündigen Aufnahmesession mit. Aus diesem Material entstand das Album The Wild Taste of Chicago. 1993 verließ Christian Dozzler die Mojo Blues Band, um seine eigene Band zu gründen. Henning Pertiet (Piano aus Hamburg / Deutschland) wurde auf Empfehlung Axel Zwingenbergers Pianist der Band. Da aber nun auch der Mundharmonikaspieler fehlte, nahm Erik Trauner bei Christian Sandera Stunden und übernahm diesen Part.
1999 erhielt Erik Trauner das Goldene Verdienstzeichen der Republik Österreich, was etwas erstaunen mag, wenn man die durch Hochkultur geprägte österreichische Kunstlandschaft ansieht. Zwar wurde Ende 2001 die Auflösung der Mojo Blues Band (in der Besetzung: Erik Trauner (Gesang, Gitarre, Slide-Gitarre, Mundharmonika), Daniel Gugolz (Bass), Markus Toyfl (Gitarre), Peter Müller (Schlagzeug), Thomas Horneck (Klavier)) verkündet. In dieser Besetzung gaben sie am 19. Dezember 2001 ihr Abschiedskonzert. Doch versammelte Erik Trauner bald darauf wieder Musiker um sich, und seit 2002 tritt seine Band, verstärkt mit Siggi Fassl, wieder auf.

## Liste von Musikern, die mit der Mojo Blues Band auftraten
- A.C. Reed
- Al Cook
- Axel Zwingenberger
- Big Jay McNeely
- Big Mojo Elem
- Big Wheeler
- Bob Gaddy
- Champion Jack Dupree
- Charlie Musselwhite
- Doug Jay
- Mojo Buford
- Hans Theessink
- Harry Simoneaux
- Janice Harrington
- J. B. Hutto
- Jimmy Anderson
- Jimmy McCracklin
- Jo Ann Kelly
- Johnnie Allan
- Johnny Shines
- John Primer
- Katie Webster
- Larry Dale
- Little Mack Simmons
- Little Mac Simmons
- Little Willie Littlefield
- Louisiana Red
- Lowell Fulson
- Martin Pyrker
- Michael Pewny
- Nappy Brown
- Rattlesnake Annie
- Red Holloway
- Steve Bell
- Sunnyland Slim
- Tail Dragger
- Timothy Taylor
- Willie Kent

## Bandmitglieder
- Erik Trauner (Gesang, Gitarre, Slide-Gitarre, Mundharmonika) (* 1958 in Wien)
- Siggi Fassl (Gesang, Gitarre) (* 1966 in Wien)
- Charlie Furthner (Klavier) (* 1969 in St. Pölten)
- Didi Mattersberger (Schlagzeug) (* 1977 in Lienz (Osttirol))
- Herfried Knapp (Bass) (* 1967 in Salzburg)

## Diskografie

### LP und CD
- Shake That Boogie, 1978
- Hey Bartender, 1980
- ... And the Boogie Woogie Flu, 1982
- Hot Bricks, 1984
- Midnight in Swampland, 1987
- Champ's Housewarming, feat.: Champion Jack Dupree, Axel Zwingenberger, Thorsten Zwingenberger, 1988
- The Wild Taste of Chicago, feat.: A. C. Reed, Big Mojo Elem, Willie Kent, Taildragger, Tim Taylor, 1989
- Alligator Walk, 1991
- Super Blues News (3 CD-Box), 1992
- Blues Roll On, feat.: Johnnie Allan, Harry Siomoneaux, Taildragger, Big Mojo Elem, Big Wheeler, Steve Bell, Little Mac Simmons1994
- Rhythm & Blues Party feat. Red Holloway (sax), 1996
- 20 Years in the Blues Jungle, 1997
- A Chicago Blues Night Live, feat.: Taildragger, 1999
- Southern Blues Cruise, 1999
- Blues-Parade 2000 Vol.1 und Vol.2 (DoppelCD-Box), feat.: Jimmy McCracklin, Nappy Brown, Jimmy Anderson, Bob Gaddy, Larry Dale, u. a.,1999
- Get Out Blues, 2004
- Thirty Year Blues Affair, 2007
- Walk the Bridge, 2013
- 100% Approved, 2017
- Shutdown, 2020
- Got My Mojo Working, 2025

### Erik Trauner Solo
- Up Slide Down, 1995
- I'll Fly Away, 1998
- A Scarecrow´s Moan 2006

### Singles 45rpm und CD-Singles
- 1982 Sea Cruise (45 rpm): Bellaphon 100-31-005
- 1988 Rosa Lee (45 rpm): EMI Austria 12C006 1334337
- 1988 Shim Sham Shimmy/Hungarian Stew Axel Zwingenberger/Champion Jack Dupree/MBB (45 rpm): Vagabond VRSGL 8.88014-7
- 1991 Alligator Walk / Mellow, Though & Easy (45 rpm): EMI Austria 1-33484-7
- 1992 Wintertime Is Coming / Sleepless (45 rpm): EMI Austria 12C 006-133492-7
- 1992: All My Money´s Gone / Better Of Dead (45 rpm): EMI Austria 863004-7
- 1992: All My Money´s Gone / Better Of Dead/Rollin´and Squezzing (CD-Maxi): EMI Austria 863004-2

## Videoalben
- The Wild Taste of Chicago, 1989
- Live on stage at Metropol, 2017